# Primera B de Fútbol Femenino 2022 (Chile)
El Campeonato Nacional de la Primera B de Fútbol Femenino 2022 fue la tercera edición del torneo de la Primera B de Fútbol Femenino de Chile. 
El torneo se inició el 3 de junio de 2022 y finalizó el 10 de septiembre del mismo año. El campeón fue Coquimbo Unido, quien venció en final a Cobresal. Ambos equipos consiguieron el ascenso a Primera División para el próximo año. 
Las grandes novedades fueron la incorporación de 10 nuevos equipos que retornaron a la competencia, además de los tres descendidos de la Primera División 2021.

## Sistema
El sistema de campeonato para el año 2022 será similar al utilizado durante la temporada 2021, con los ocho equipos que participaron de la edición anterior más los tres descendidos desde la Primera División Femenina 2021. Además, durante esta edición, se sumarán 10 equipos más, conformando un total de 21 escuadras. 
El total de 21 equipos será dividido en cuatro zonas: Zona Norte, Zona Centro Norte, Zona Centro Sur y Zona Sur. En la fase zonal se disputarán partidos de ida y vuelta, con los clubes que finalicen en la primera posición de cada zona avanzando a la fase final de play-offs.
En la fase final, se disputarán semifinales de ida y vuelta entre los cuatro mejores equipos, y una final a partido único, con los dos equipos finalistas ascendiendo a la Primera División 2023.

## Relevos
| Pos  | a Primera División |
| ---- | ------------------ |
| Lig. | Huachipato         |
| Lig. | O'Higgins          |

| Pos   | a Primera B        |
| ----- | ------------------ |
| Prom. | Deportes Temuco    |
| 8.°   | Cobresal           |
| 8.°   | Santiago Wanderers |

| \| Pos \| a Primera B \| \| --- \| ------------------- \| \| - \| Barnechea \| \| - \| Cobreloa \| \| - \| Deportes Copiapó \| \| - \| Deportes Melipilla \| \| - \| Deportes Recoleta \| \| - \| Deportes Santa Cruz \| \| - \| Lautaro de Buin \| \| - \| Ñublense \| \| - \| Unión La Calera \| \| - \| Unión San Felipe \| |                     |
| Pos | a Primera B         |
| - | Barnechea           |
| - | Cobreloa            |
| - | Deportes Copiapó    |
| - | Deportes Melipilla  |
| - | Deportes Recoleta   |
| - | Deportes Santa Cruz |
| - | Lautaro de Buin     |
| - | Ñublense            |
| - | Unión La Calera     |
| - | Unión San Felipe    |

## Localización

### Ubicación
| Equipo              | Región             | Comuna o ciudad |
| ------------------- | ------------------ | --------------- |
| San Marcos de Arica | Arica y Parinacota | Arica           |
| Cobreloa            | Antofagasta        | Calama          |
| Deportes Copiapó    | Atacama            | Copiapó         |
| Coquimbo Unido      | Coquimbo           | Coquimbo        |
| San Luis            | Valparaíso         | Quillota        |
| Unión San Felipe    | Valparaíso         | San Felipe      |
| Unión La Calera     | Valparaíso         | La Calera       |
| Santiago Wanderers  | Valparaíso         | Valparaíso      |
| Cobresal            | Metropolitana      | Puente Alto     |
| Unión Española      | Metropolitana      | Independencia   |
| Barnechea           | Metropolitana      | Lo Barnechea    |
| Deportes Recoleta   | Metropolitana      | Recoleta        |
| Lautaro de Buin     | Metropolitana      | Buin            |
| Deportes Melipilla  | Metropolitana      | Melipilla       |
| Deportes Santa Cruz | O'Higgins          | Santa Cruz      |
| Curicó Unido        | Maule              | Curicó          |
| Rangers             | Maule              | Talca           |
| Ñublense            | Ñuble              | Chillán         |
| Deportes Temuco     | La Araucanía       | Temuco          |
| Magallanes          | La Araucanía       | Temuco          |
| Deportes Valdivia   | Los Ríos           | Valdivia        |

| Barnechea Deportes Recoleta Unión Española Cobresal Lautaro de Buin \| Deportes Melipilla \| |
| Deportes Melipilla                                                                           |

| Deportes Melipilla |

## Información
| Equipo              | Ciudad                   | Entrenador          | Estadio                         |
| ------------------- | ------------------------ | ------------------- | ------------------------------- |
| Barnechea           | Santiago (Lo Barnechea)  | Jorge De La Barra   | Complejo La América El Monte    |
| Cobreloa            | Calama                   | Joao Egaña          | Complejo Villa Ayquina          |
| Cobresal            | Santiago (Puente Alto)   | Monica Ledezma      | Municipal de Puente Alto        |
| Coquimbo Unido      | Coquimbo                 | Ignacio González    | Complejo Las Rosas              |
| Curicó Unido        | Curicó                   | Patricio Silva      | Complejo Deportivo Curicó Unido |
| Deportes Copiapó    | Copiapó                  | Bryan Alfaro        | Luis Valenzuela Hermosilla      |
| Deportes Melipilla  | Santiago (Melipilla)     | Bandera de ?        |                                 |
| Deportes Recoleta   | Santiago (Recoleta)      | Bandera de ?        |                                 |
| Deportes Santa Cruz | Santa Cruz               | Bandera de ?        | Joaquín Muñoz                   |
| Deportes Temuco     | Temuco                   | Rodrigo Zambrano    | Complejo M11                    |
| Deportes Valdivia   | Valdivia                 | Nicolás Mujica      | Complejo UACh                   |
| Lautaro de Buin     | Santiago (Buin)          | Paola Mendoza       | Lautaro de Buin                 |
| Magallanes          | Temuco                   | Cristián Figueroa   | Estadio Tegualda                |
| Ñublense            | Chillán                  | Bandera de ?        | Complejo Deportivo Ñublense     |
| Rangers             | Talca                    | Mauricio Valenzuela | Fiscal de Talca                 |
| San Luis            | Quillota                 | Pablo Bolados       | Complejo San Luis               |
| San Marcos de Arica | Arica                    | Raúl Figueroa       | Complejo Valle Nuevo            |
| Santiago Wanderers  | Valparaíso               | Víctor Rodo         | Complejo Deportivo Mantagua     |
| Unión Española      | Santiago (Independencia) | Elian Rosales       | Santa Laura Universidad-SEK     |
| Unión La Calera     | La Calera                | José Aguilar        |                                 |
| Unión San Felipe    | San Felipe               | Bandera de ?        | Complejo Unión San Felipe       |

## Fase Zonal

### Zona Norte
| Pos. | Equipo              | Pts. | PJ | G | E | P | GF | GC | Dif. |  |
| ---- | ------------------- | ---- | -- | - | - | - | -- | -- | ---- |  |
| 1    | Coquimbo Unido      | 18   | 6  | 6 | 0 | 0 | 17 | 4  | +13  |  |
| 2    | San Marcos de Arica | 7    | 6  | 2 | 1 | 3 | 9  | 8  | +1   |  |
| 3    | Cobreloa            | 5    | 6  | 1 | 2 | 3 | 4  | 8  | −4   |  |
| 4    | Deportes Copiapó    | 4    | 6  | 1 | 1 | 4 | 2  | 12 | −10  |  |

Actualizado a los partidos jugados el 7 de agosto de 2022.
 Fuente: ANFP y Campeonato Chileno
     Accede a las semifinales.

### Zona Centro Norte
| Pos. | Equipo               | Pts. | PJ | G | E | P | GF | GC | Dif. |  |
| ---- | -------------------- | ---- | -- | - | - | - | -- | -- | ---- |  |
| 1    | Unión Española       | 26   | 10 | 8 | 2 | 0 | 22 | 5  | +17  |  |
| 2    | Santiago Wanderers   | 22   | 10 | 7 | 1 | 2 | 41 | 5  | +36  |  |
| 3    | San Luis de Quillota | 16   | 10 | 5 | 1 | 4 | 11 | 15 | −4   |  |
| 4    | Unión La Calera      | 11   | 10 | 3 | 2 | 5 | 14 | 14 | 0    |  |
| 5    | Deportes Recoleta    | 5    | 10 | 1 | 2 | 7 | 6  | 23 | −17  |  |
| 6    | Unión San Felipe     | 5    | 10 | 1 | 2 | 7 | 6  | 38 | −32  |  |

Actualizado a los partidos jugados el 14 de agosto de 2022.
 Fuente: ANFP y Campeonato Chileno
     Accede a las semifinales.

### Zona Centro Sur
| Pos. | Equipo              | Pts. | PJ | G | E | P | GF | GC | Dif. |  |
| ---- | ------------------- | ---- | -- | - | - | - | -- | -- | ---- |  |
| 1    | Cobresal            | 25   | 10 | 8 | 1 | 1 | 51 | 4  | +47  |  |
| 2    | Curicó Unido        | 22   | 10 | 7 | 1 | 2 | 26 | 12 | +14  |  |
| 3    | Lautaro de Buin     | 17   | 10 | 5 | 2 | 3 | 18 | 18 | 0    |  |
| 4    | Barnechea           | 12   | 10 | 4 | 0 | 6 | 16 | 33 | −17  |  |
| 5    | Deportes Melipilla  | 10   | 10 | 3 | 1 | 6 | 24 | 27 | −3   |  |
| 6    | Deportes Santa Cruz | 1    | 10 | 0 | 1 | 9 | 7  | 48 | −41  |  |

Actualizado a los partidos jugados el 14 de agosto de 2022.
 Fuente: ANFP y Campeonato Chileno
     Accede a las semifinales.

### Zona Sur
| Pos. | Equipo            | Pts. | PJ | G | E | P | GF | GC | Dif. |  |
| ---- | ----------------- | ---- | -- | - | - | - | -- | -- | ---- |  |
| 1    | Deportes Temuco   | 19   | 8  | 6 | 1 | 1 | 24 | 8  | +16  |  |
| 2    | Rangers           | 11   | 8  | 2 | 5 | 1 | 15 | 14 | +1   |  |
| 3    | Deportes Valdivia | 9    | 8  | 2 | 3 | 3 | 16 | 18 | −2   |  |
| 4    | Magallanes        | 8    | 8  | 2 | 2 | 4 | 13 | 17 | −4   |  |
| 5    | Ñublense          | 7    | 8  | 2 | 1 | 5 | 8  | 19 | −11  |  |

Actualizado a los partidos jugados el 13 de agosto de 2022.
 Fuente: ANFP y Campeonato Chileno
     Accede a las semifinales.

## Fase Final

### Cuadro
|  | Semifinal       | Semifinal       | Semifinal | Semifinal |   |                | Final          | Final | Final |  |
|  |                 |                 |           |           |   |                |                |       |       |  |
|  |                 |                 |           |           |   |                |                |       |       |  |
|  | Coquimbo Unido  | Coquimbo Unido  | 1         | 3         |   |                |                |       |       |  |
|  | Coquimbo Unido  | Coquimbo Unido  | 1         | 3         |   |                |                |       |       |  |
|  | Deportes Temuco | Deportes Temuco | 1         | 1         |   |                |                |       |       |  |
|  | Deportes Temuco | Deportes Temuco | 1         | 1         |   | Coquimbo Unido | Coquimbo Unido | 4     |       |  |
|  |                 |                 |           |           |   | Coquimbo Unido | Coquimbo Unido | 4     |       |  |
|  |                 |                 | Cobresal  | Cobresal  | 1 |                |                |       |       |  |
|  | Unión Española  | Unión Española  | Cobresal  | Cobresal  | 1 | 2              | 0              |       |       |  |
|  | Unión Española  | Unión Española  |           |           |   | 2              | 0              |       |       |  |
|  | Cobresal        | Cobresal        | 3         | 1         |   |                |                |       |       |  |
|  | Cobresal        | Cobresal        | 3         | 1         |   |                |                |       |       |  |
|  |                 |                 |           |           |   |                |                |       |       |  |

## Campeón
|                |
| Coquimbo Unido |
| 2022           |
| 1.º título     |

## Goleadoras
- Actualizado: 10 de septiembre de 2022

|  |
|  |
|  |
|  |

| Jugadora           | Equipo             | Goles |
| ------------------ | ------------------ | ----- |
| Aracelly Tapia     | Cobresal           | 28    |
| Vanessa Riquelme   | Curicó Unido       | 12    |
| Yamila Pérez       | Santiago Wanderers | 9     |
| Anaís Figueroa     | Cobresal           | 7     |
| Marilyn Villegas   | Cobresal           | 7     |
| Yesenia Valdés     | Deportes Melipilla | 7     |
| Madelaine Díaz     | Santiago Wanderers | 7     |
| Danitza Sepúlveda  | Barnechea          | 6     |
| Gisela Soto        | Deportes Valdivia  | 6     |
| Camila Contreras   | Santiago Wanderers | 6     |
| Natsumy Millones   | Coquimbo Unido     | 5     |
| Alejandra Orellana | Curicó Unido       | 5     |
| Paulette Marcell   | Lautaro de Buin    | 5     |
| Josefina Carrillo  | Lautaro de Buin    | 5     |
| Nayareth Salazar   | Unión Española     | 5     |
| Macarena Torres    | Unión La Calera    | 5     |